# Filip Dević
Filip Dević (Miljevci kod Drniša, 1892. — sabirni logor Jasenovac, 1944.), hrvatski borac za radnička prava

## Životopis
Rodio se je u Miljevcima 1892. godine. U mladosti je kao brojni ljudi iz Zagore otišao živjeti i raditi u Split u potrazi za boljim životnim uvjetima. Zaposlio se je na splitskoj željezničkoj postaji gdje je radio kao skretničar. Uvidio je nepovoljan položaj radništva te se je uključio u politički rad i borbu za radnička prava. Nakon talijanske okupacije grada u Drugome svjetskom ratu i pripajanja Splita Italiji, odbio je stupiti u radni odnos. Prisiljen ugrozom egzistencije, otišao je živjeti i raditi u Sisak, gdje je nastavio s političkim radom. Vlastima NDH bio je nepodoban zbog prokomunističkog usmjerenja, zbog čega ga je policija uhitila. Strijeljan je 1944. u sabirnom logoru u Jasenovcu.

## Spomen
Njemu u čast zove se splitsko kulturno-umjetničko društvo Filip Dević.